# Museo Teylers
Il Museo Teylers (Teylers Museum) è il museo più antico dei Paesi Bassi. Si trova ad Haarlem, nell'edificio dove era vissuto Pieter Teyler van der Hulst, un ricco mercante di stoffe che lasciò i suoi averi per la fondazione del museo stesso, il cui nucleo originario è costituito dalla Sala Ovale.

## Storia
Nelle sue volontà Pieter Teyler decise che la sua collezione e parte della sua fortuna dovessero essere usate per creare una fondazione per la loro promozione, la Teylers Stichting (fondazione Teyler). L'eredità di Teyler alla città di Haarlem fu divisa in due società Teylers Eerste Genootschap (in nederlandese: Prima società di Teyler) o 'Godgeleerd Genootschap' (Società teologica), indirizzata alla studio della religione, e la Teylers Tweede Genootschap (Seconda società), dedicata a fisica, poesia, storia, disegno e numismatica.
Gli esecutori delle volontà di Teyler, i primi direttori della Teylers Stichting, decisero di stabilire un centro per lo studio e l'educazione. Sotto un unico tetto si sarebbero ospitati tutti i tipi di artefatti appropriati, come libri, strumenti scientifici, disegni, fossili e minerali. Il concetto si basava su un ideale rivoluzionario derivato dall'illuminismo: le persone potrebbero scoprire il mondo indipendentemente, senza coercizione della Chiesa o dello Stato. L'esempio che guidava i fondatori nel creare il Museo Teyler era il Mouseion dell'antichità classica: un “tempio per le muse delle arti e delle scienze” che sarebbe anche stato un posto di incontro per studiosi e ospitare varie collezioni.